# Passo dopo passo (Gigi D'Alessio)
Passo dopo passo è il quarto album in studio del cantautore italiano Gigi D'Alessio, pubblicato nel 1995.

## Tracce
Testi di Vincenzo D'Agostino, Gigi D'Alessio, eccetto dove indicato, musiche di Gigi D'Alessio.
1. Fotomodelle un po' povere – 4:31
2. Troppo piccerella – 4:08
3. Donna senz'anima – 3:42
4. Che donna sei – 4:05
5. Cumpagna mia – 4:08
6. Annare' (Luigi D'Alessio, Vincenzo D'Agostino, Luigi Giuliano) – 4:40
7. Amico cameriere – 4:26
8. Tu me vuò lassà – 4:23
9. Si t'ha lassato – 4:03
10. Si tu pe' mmè ce tiene ancora – 4:36
11. Malafemmena (A. De Curtis, in arte Totò) – 5:14

## Formazione
- Gigi D'Alessio – voce, tastiera
- Lele Melotti – batteria
- Enzo Rossi – programmazione
- Maurizio Fiordiliso – chitarra
- Roberto D'Aquino – basso
- Marco Zurzolo – sax